# Species II
Species II ist ein US-amerikanischer Science-Fiction-Film von Peter Medak aus dem Jahr 1998 und Fortsetzung von Species (1995). Die Hauptrollen spielten Michael Madsen, Natasha Henstridge und Justin Lazard. Der Film startete am 30. Juli 1998 in den deutschen Kinos. Der Film spielte in den Kinos der USA ca. 19,2 Millionen US-Dollar ein; in den anderen Ländern wurden ca. 7,6 Millionen US-Dollar eingespielt. Im Jahr 2004 wurde Species III direkt auf DVD veröffentlicht. Im Jahr 2007 erschien der vierte Teil Das Erwachen auch direkt auf DVD.

## Handlung
Der Körper des Astronauten Patrick Ross, Sohn eines einflussreichen Senators, sowie seine beiden Crew-Mitglieder Dennis Gamble und Anne Sampas werden bei einer Marsexpedition von einem fremden Wesen befallen.
Ross schläft nach der Rückkehr auf die Erde mit mehreren Frauen, die binnen weniger Minuten Kinder gebären, die aus den Bäuchen der Mütter brechen, woran diese sterben. Ross ist sich dessen nicht bewusst, merkt nur, dass mit ihm etwas nicht stimmt. Er sucht ein Gespräch mit seinem Vater, erhält von ihm aber keine Hilfe.
Das Blut eines der Astronauten macht sich unterdessen in einem Labor selbständig, formt sich zu einem Alien und tötet Dr. Orinsky, der Seltsames darin gesehen hatte und noch eine Warnung absetzen wollte.
Der für die Regierung arbeitende Press Lenox wird mit der Untersuchung der Vorfälle beauftragt. Auf einem geheimen Militärstützpunkt entdeckt er, dass die aus dem ersten Teil bekannte Sil geklont wurde. Eve, eine weibliche Mischform aus Alien und Mensch, ist bereits erwachsen und Gegenstand von medizinischen Untersuchungen, die von Dr. Laura Baker geleitet werden. Eve erfährt eines Tages auf telepathischem Weg, dass nun ein Artgenosse auf der Erde existiert.
Lennox erfährt von einem ehemaligen Wissenschaftler, der für die NASA gearbeitet hatte und inzwischen in einer Psychiatrie lebt, dass dieser von der Marsmission abgeraten hatte, da er annimmt, dass der Mars einst einer Invasion durch Außerirdische aus einer Magellanschen Wolke ausgesetzt war und daher viele vom Nachbarplaneten mitgenommene Proben verseucht sein könnten. Unterdessen sterben weitere Frauen, die mit Ross Kontakt hatten.
Auch aus dem Bauch des weiblichen Crew-Mitglieds Anne entspringt ein Alien und tötet sie und ihren Mann. Das andere Crew-Mitglied Gamble wird verhaftet und untersucht, ist aber nicht infiziert, weil er als Überträger der Sichelzellen-Anämie in den Augen des Aliens nicht als gesund und damit für die Reproduktion als sinnvoll angesehen wird. Er sucht Ross auf, der neben seiner toten Freundin aufgewacht war und verstanden hat, dass er für die Toten verantwortlich ist. Als sich Ross im Freien auf dem Balkon mit einem Gewehr in der Absicht, sich das Leben zu nehmen, in den Mund schießt, trifft gerade sein Kollege Dennis Gamble auf dem Gelände ein und wird Zeuge davon, wie der Kopf von Patrick Ross, der zu einem Alien in Menschengestalt mutiert ist, durch den Gewehrschuss explodiert und innerhalb weniger Sekunden wieder ohne einen Makel nachwächst. Denn die Aliens besitzen die Fähigkeit, zerstörtes Gewebe zu regenerieren. Trotzdem verkehrt Patrick Ross weiter bewusst mit fremden Frauen sexuell, etwa mit Prostituierten, und führt die durch den Geschlechtsverkehr gezeugten Kinder in eine abseits gelegene Scheune, wo sie sich weiterentwickeln sollen.
Lenox und die Forscher verstehen nun die Zusammenhänge und versuchen, Ross aufzuspüren. Senator Ross versucht, seinen Sohn zu schützen, jedoch werden sie von Eve mittels Telepathie unterstützt, die sehen kann, was Ross tut. Als er versucht, eine Frau zu vergewaltigen, sind ihm Eve, Lennox und Gamble direkt auf den Fersen. Nun verspürt aber auch Ross, dass Eve existiert und will mit ihr Nachkommen zeugen. Er lässt sich verhaften und ins Labor bringen, wo er fast Laura Baker tötet. Er wird jedoch gestellt und muss flüchten. Als er wieder die Scheune aufsucht, trifft er dort auf seinen Vater, der ihm helfen will, doch von Ross’ Aliennatur getötet wird.
Inzwischen haben sich mehr als 20 Alienkinder in Menschengestalt in der Scheune angesammelt, die sich in dunkle Kokons einhüllen, um sich während einer Metamorphose zu vollständigen Aliens zu entwickeln.
Eve entkommt aus ihrem Glaskäfig, flüchtet aus dem Labor und stirbt scheinbar im Kugelhagel der Wachsoldaten. Doch wieder regeneriert sich das Blut und der Alien in Menschengestalt. Sie flüchtet in einem Auto und sucht die Scheune auf, um sich mit Ross zu vereinen. Lenox und sein Team folgen ihr und können die Kokons mit den Alien-Kindern vernichten. Dabei ist das Blut von Gamble hilfreich, das die Aliens nicht vertragen.
Eve und Patrick, die sich in zwei monsterhafte Kreaturen verwandelt haben, vereinigen sich und werden in Aliengestalt von Lennox, Laura Baker und Gamble eng umschlungen vorgefunden. Beim Versuch, Ross zu töten, wird Gamble verletzt und Laura bedroht. Eves menschlicher Charakter setzt sich kurzzeitig durch und lässt sie gegen Ross kämpfen, wobei sie jedoch getötet wird. Mit einer Heugabel fügt Press Lenox seinem Mitstreiter Dennis Gamble im rechten Oberschenkel eine tiefe Wunde zu, woraus auf dem Boden eine große Blutlache entsteht, in die das monströse Geschöpf, in das sich Patrick Ross verwandelt hat, stürzt und schließlich stirbt, da das Alien das Blut des Afroamerikaners nicht verträgt.
Eve nimmt im Tod wieder Menschengestalt an und wird in einem Notarztwagen blutend abtransportiert. Im Abspann sieht man im Wagen ein Kind sitzen und der Bauch der toten Eve bläht sich durch einen schnell entwickelnden Embryo auf.

## Kritiken
Species II erhielt ein sehr schlechtes Presseecho, was sich auch in den Auswertungen US-amerikanischer Aggregatoren widerspiegelt. So erfasst Rotten Tomatoes fast ausschließlich kritische Besprechungen und ordnet den Film dementsprechend als „Gammelig“ ein. Metacritic ermittelt aus den vorliegenden Bewertungen „Überwältigendes Missfallen“.
James Berardinelli schrieb auf ReelViews, Species sei ein mäßig erfolgreicher SF-Film mit einigen „hübschen“ Spezialeffekten und Actionszenen gewesen, aber kein Film, der einer Fortsetzung bedurft habe. Der Film Species II zeichne sich nur dadurch aus, wie „fürchterlich“ er sei. Ihn charakterisiere die „eklatante Missachtung“ der Intelligenz, Logik und Konsistenz. Berardinelli lobte die Erscheinung von Natasha Henstridge, wobei er sich vorwiegend der Frage widmete, ob sie im Film oben ohne zu sehen sei. Weiterhin kritisierte er die Darstellungen von Michael Madsen, Marg Helgenberger, James Cromwell und Justin Lazard. Zum Schluss hoffte er, es werde nie einen Film Species 3 geben.

„Verspätete Fortsetzung eines blutrünstigen Science-Fiction-Films, die den Vorgänger an Ekeleffekten mühelos übertrifft. Die Gewaltorgie wird ohne Sinn und Verstand abgespult und erzeugt durch fehlenden Suspense nicht mehr als ärgerliche Langeweile.“